# Công viên Wrocławski ở Lubin

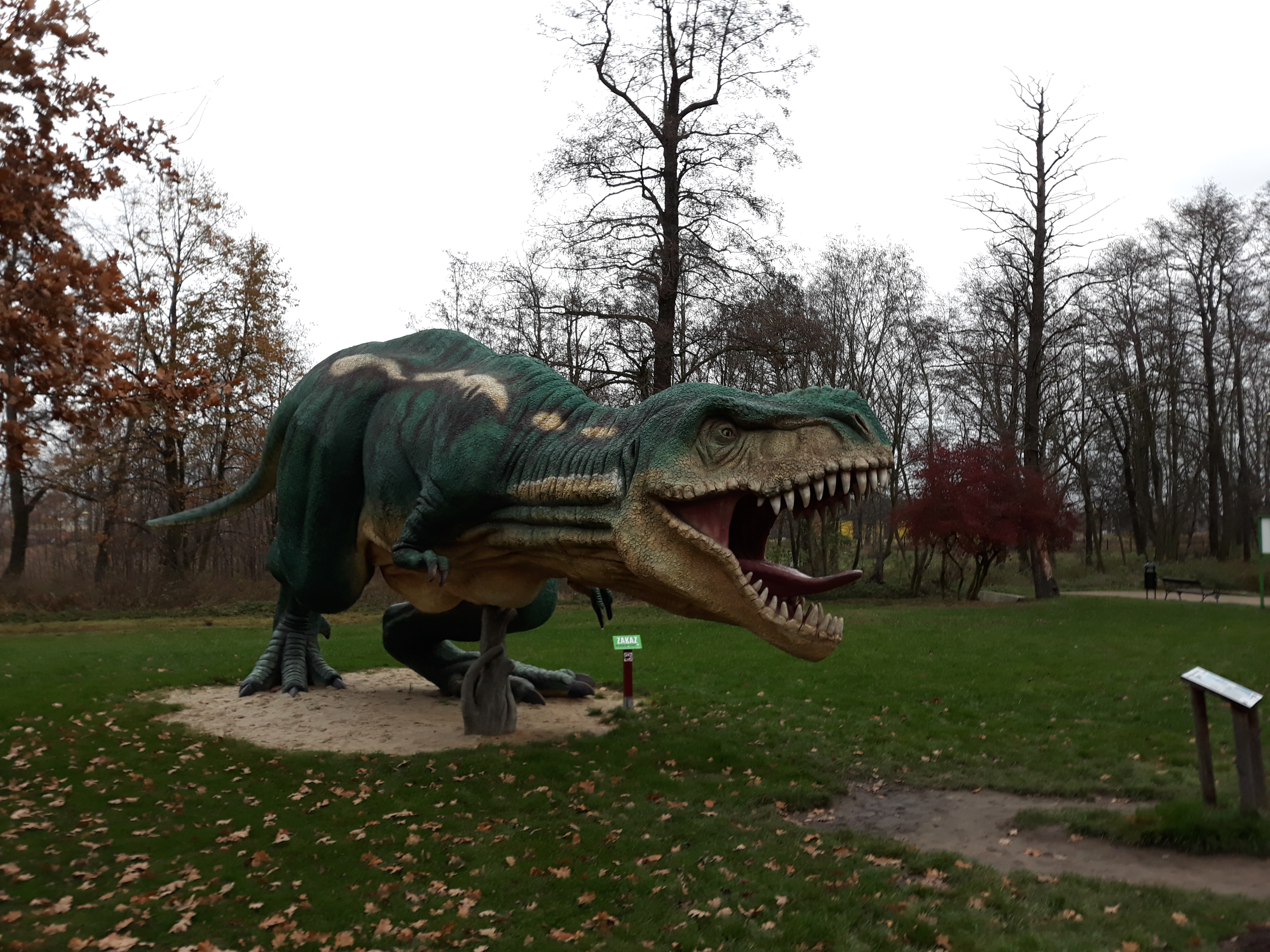
Công viên Wrocławski ở Lubin

Công viên Wrocławski ở Lubin (tiếng Ba Lan: Park Wrocławski w Lubinie) là một trong những công viên tự nhiên lâu đời nhất ở thị trấn Lubin, thuộc tỉnh Dolnośląskie, Ba Lan. Công viên có diện tích khoảng 14 ha nằm tại số 1 Phố Wrocławska, Lublin.

## Lịch sử
Đầu thế kỷ 19, công viên Wrocławski ở Lubin bắt đầu hoạt động và sở hữu một cánh rừng sồi rộng lớn. Từ năm 1945, công viên được lắp đặt thêm các thiết bị tập thể dục để phục vụ cộng đồng. Giai đoạn 2013-2014, công viên được tân trang để hướng tới đối tượng trẻ em và thanh thiếu niên. Năm 2014, Trung tâm Giáo dục Thiên nhiên được thành lập và đặt trụ sở tại đây, để tổ chức các buổi thuyết trình, hướng dẫn và các chuyến tham quan thiên nhiên. Cơ sở của trung tâm này bao gồm: chuồng chim, vườn thú (quy mô nhỏ), Con đường Khủng long và Con đường Chim. Ngoài ra còn có sân chơi dành cho trẻ em, khu vực nghỉ ngơi (có mái che) và khu vực giải trí (như sân bóng chuyền hay bàn cờ vua).

## Khám phá

### Con đường Khủng long
Con đường Khủng long tại công viên Wrocławski có các mô hình như thật của các loài khủng long như: mastodonosaurus (giống cá sấu), Iguanodon, kentrosaurus, carnotaurus, dimetrodon, volcanodon, tyrannosaurus, triceratops, parasaurolophus, mamenchisaurus, diplodocus, brachiosaurus.

### Con đường Chim
Công viên Wrocławski còn là nhà của hơn 60 loài chim khác nhau (bao gồm cả những loài quý hiếm đến từ Ba Lan và châu Âu), như các loài đại bàng (đuôi trắng, thảo nguyên), cò đen, gà lôi, thiên nga, gà gô, cú, sếu và công.

### Vườn thú (quy mô nhỏ)
Vườn thú nhỏ chủ yếu thu hút đối tượng trẻ em với các loài động vật dễ thương như: dê, cừu, ngựa con, gà, lừa và lợn.

## Hệ thực vật
Công viên sở hữu một hệ thực vật phong phú, được chia thành ba nhóm: khu rừng cổ thụ, khu rừng ven sông và khu cây xanh (cảnh quan được bài trí).
- Khu rừng già có các loại cây cổ thụ như phong Na Uy, cây sung, cây trăn, cây sồi Anh, cây hạt dẻ, cây nho đen và nhiều loại cây lâu năm khác.
- Khu rừng ven sông có các loài thực vật ưa ẩm, như cây dương, cây liễu, cây du và cây tro.
- Khu vực cảnh quan được nhân viên chăm sóc như các loại cây cảnh, các giống cây bụi và cỏ.

## Hình ảnh

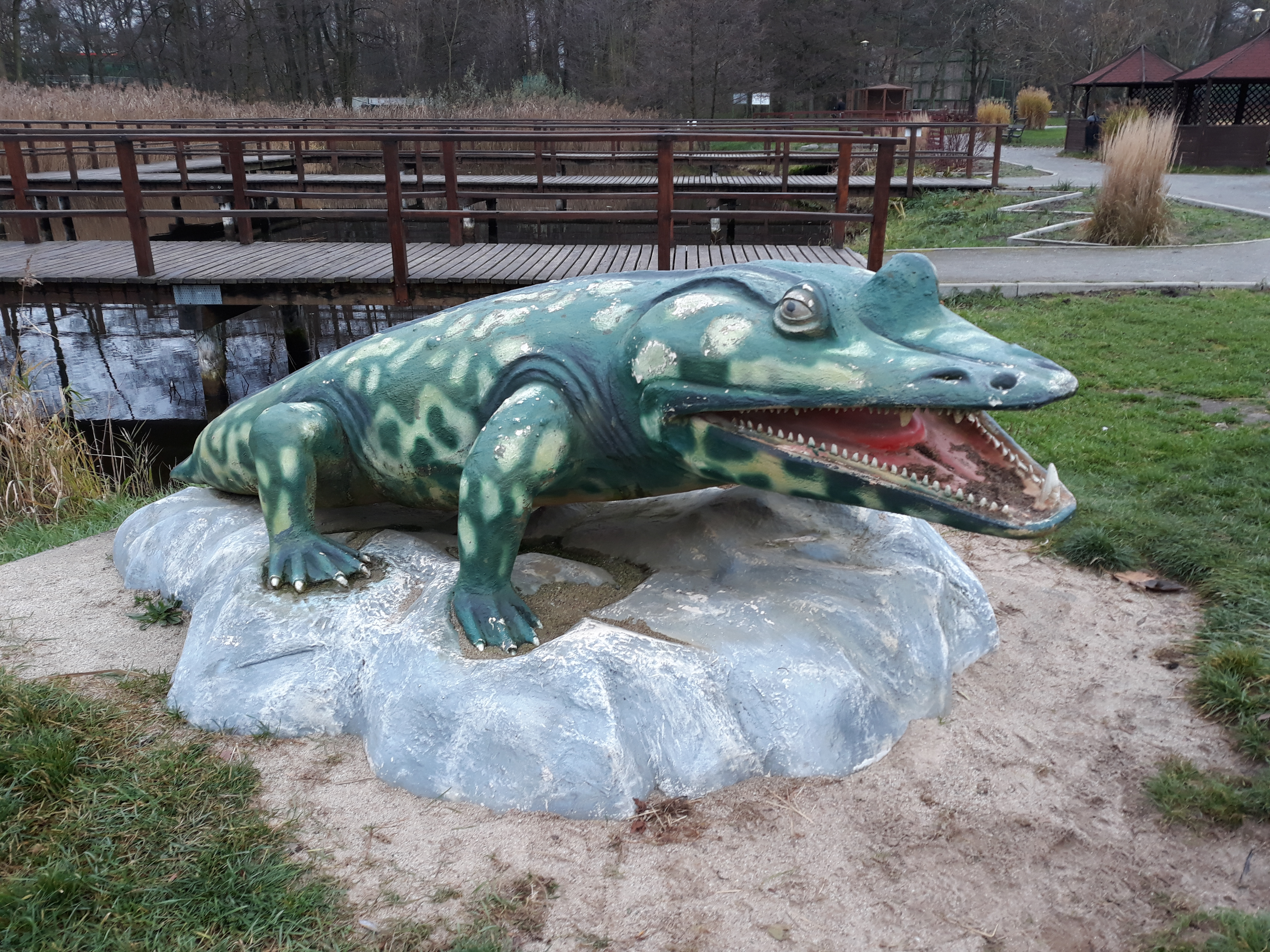
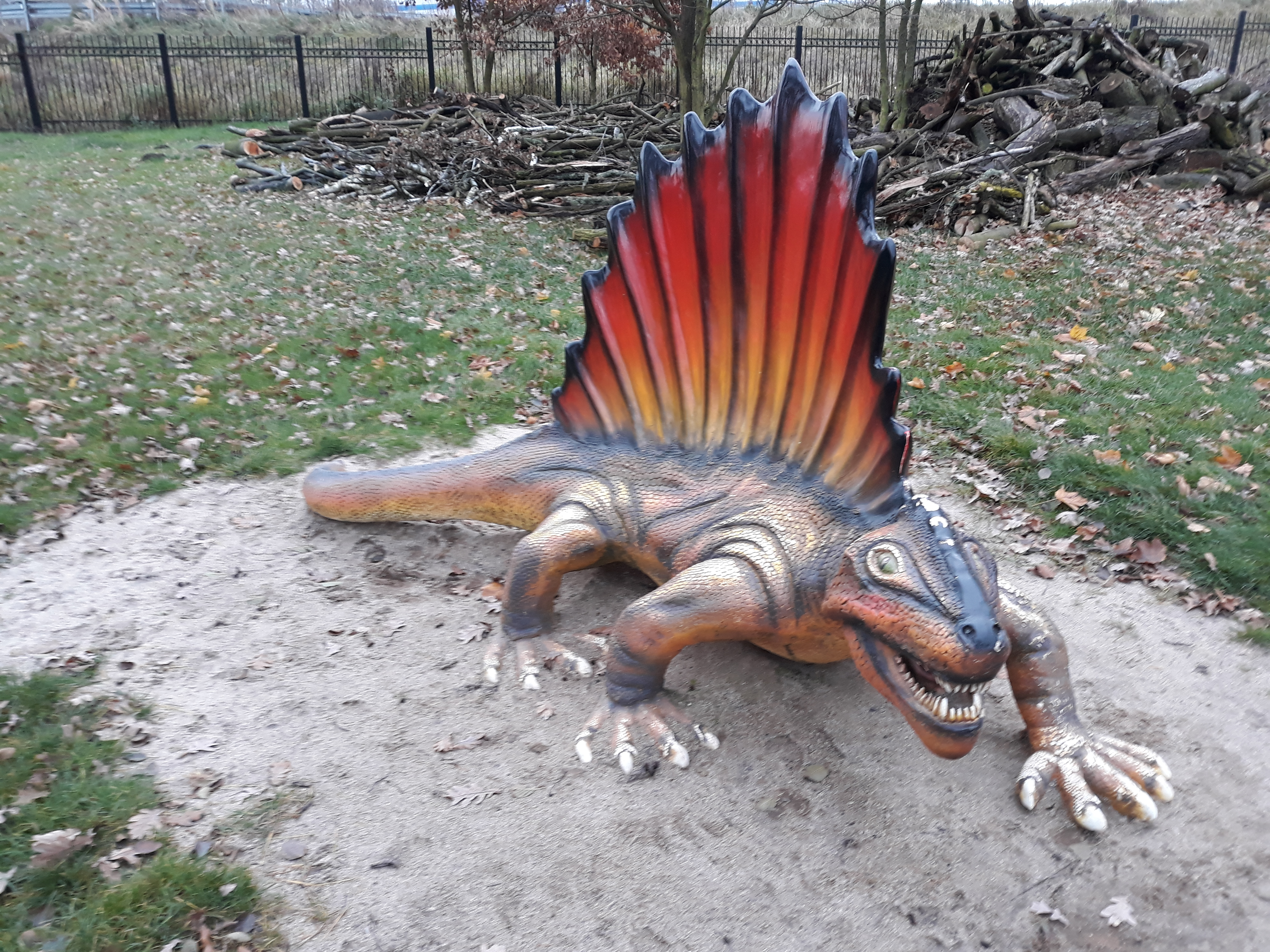
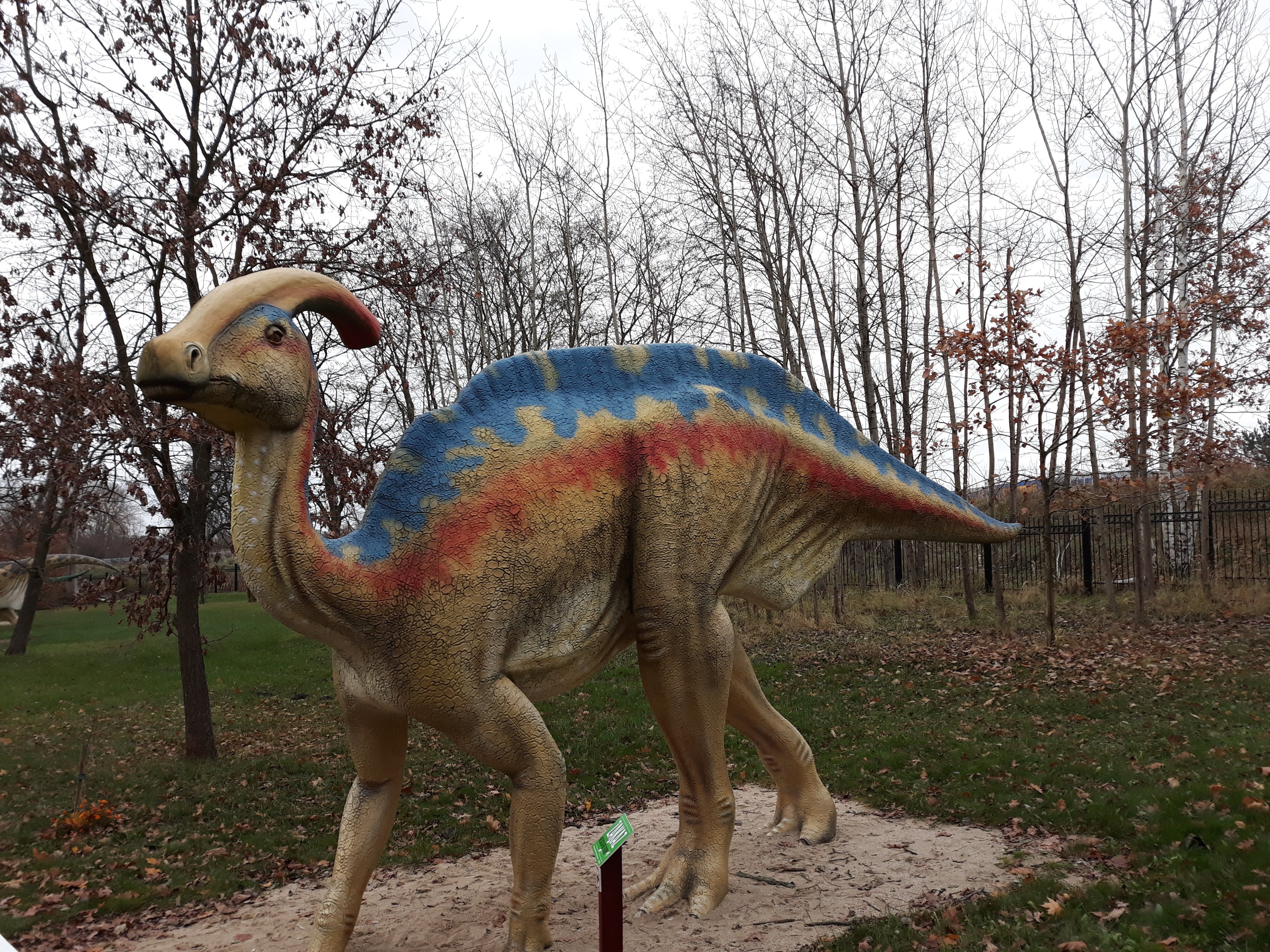
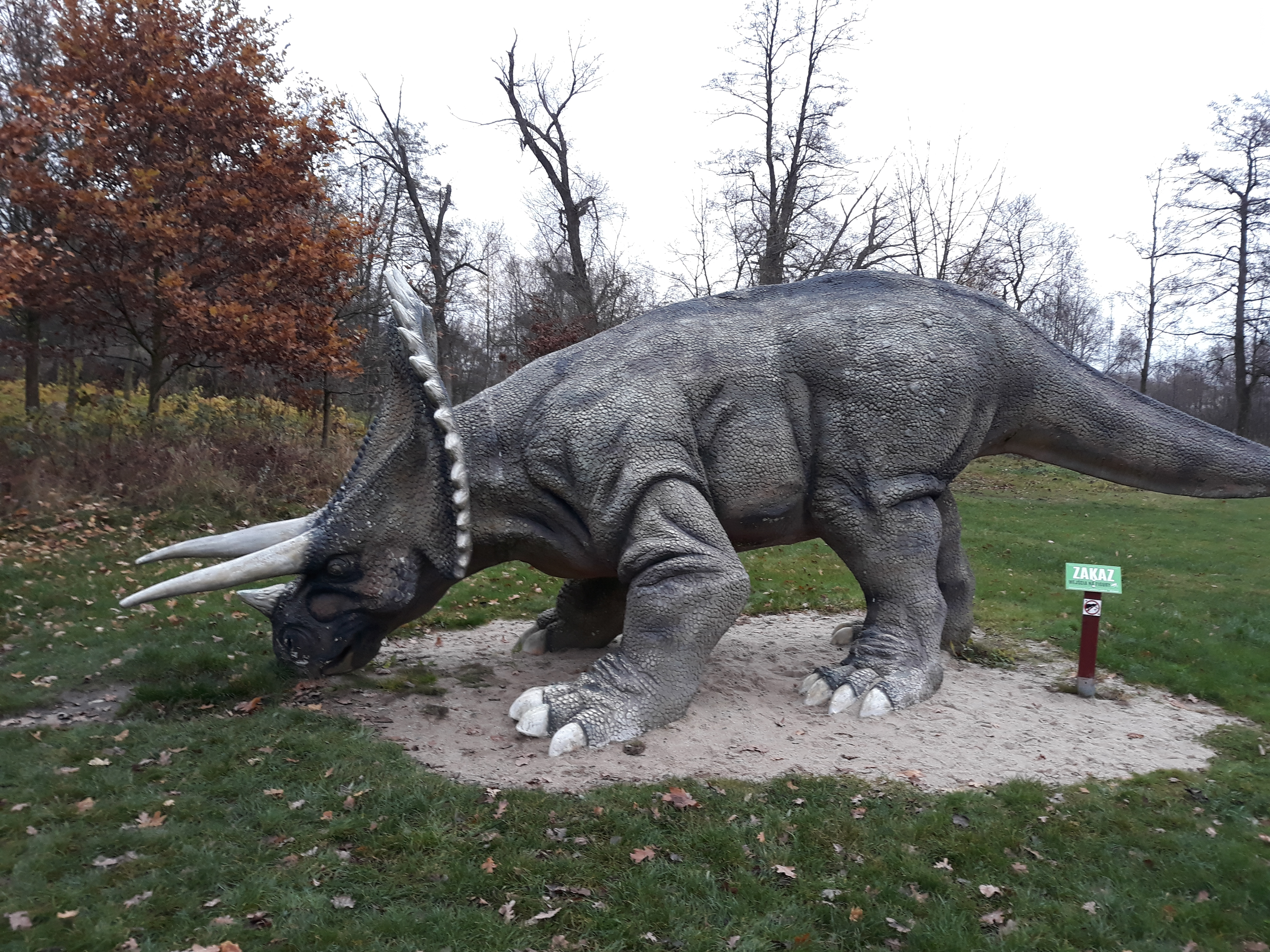
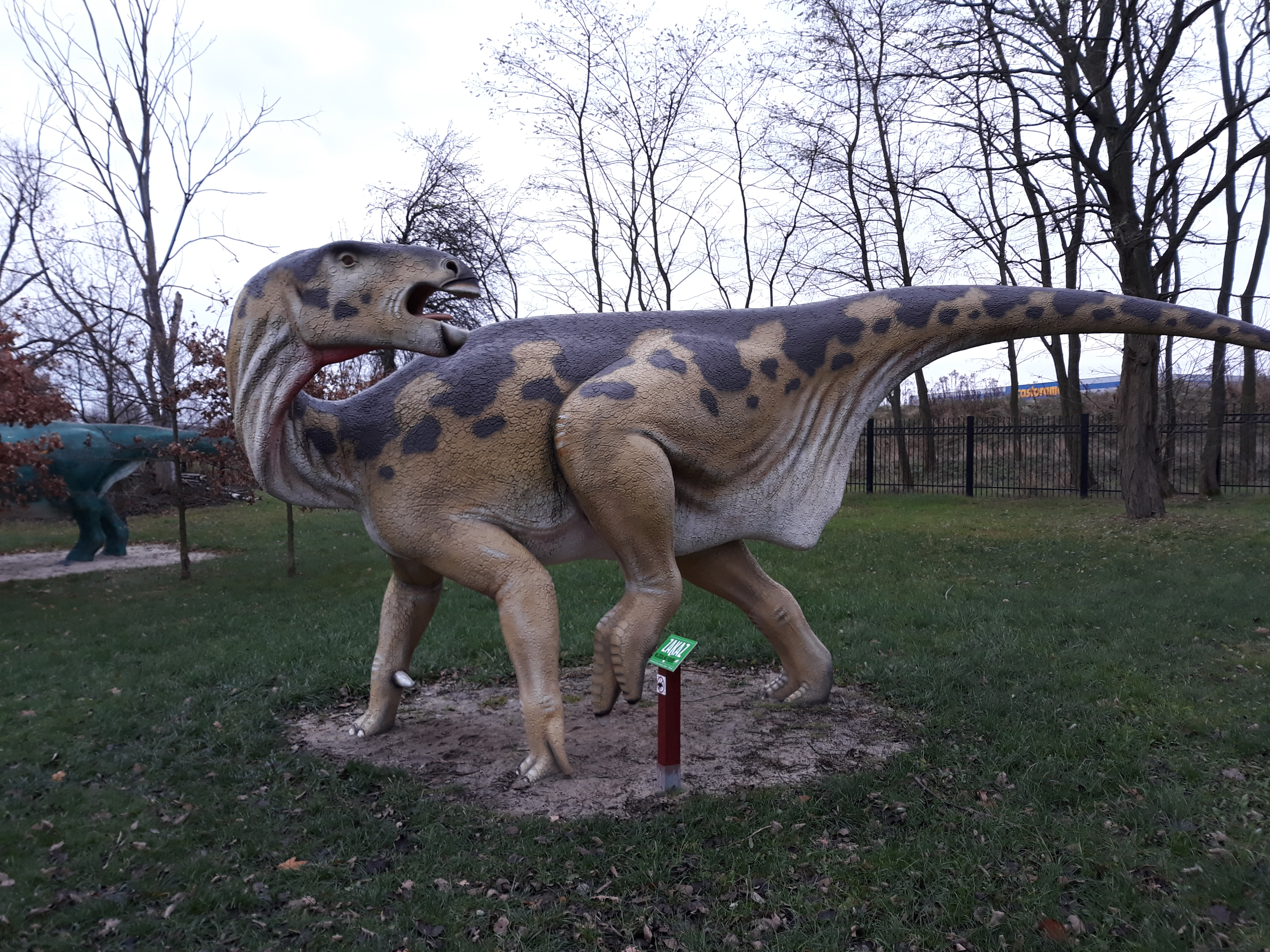
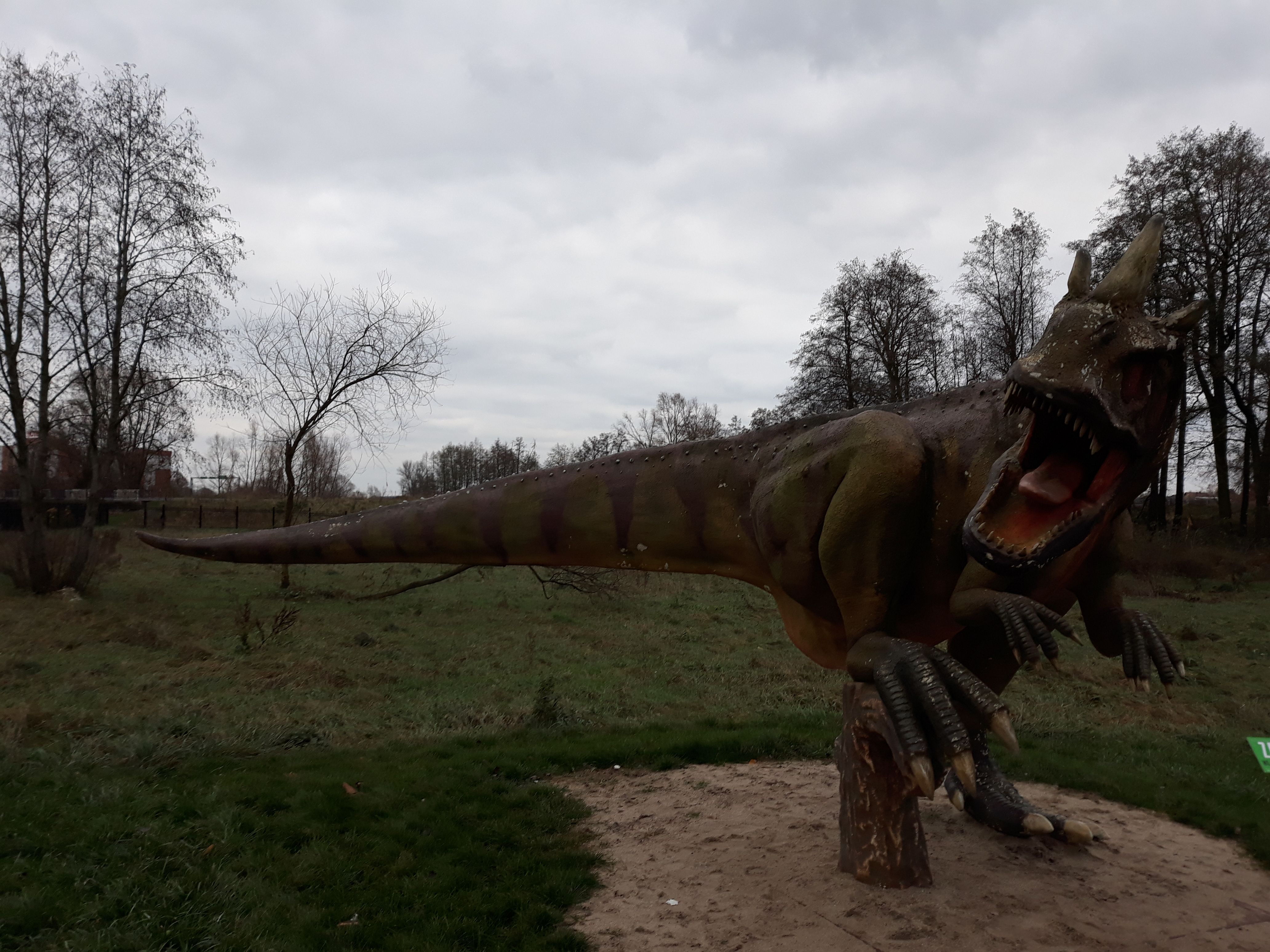
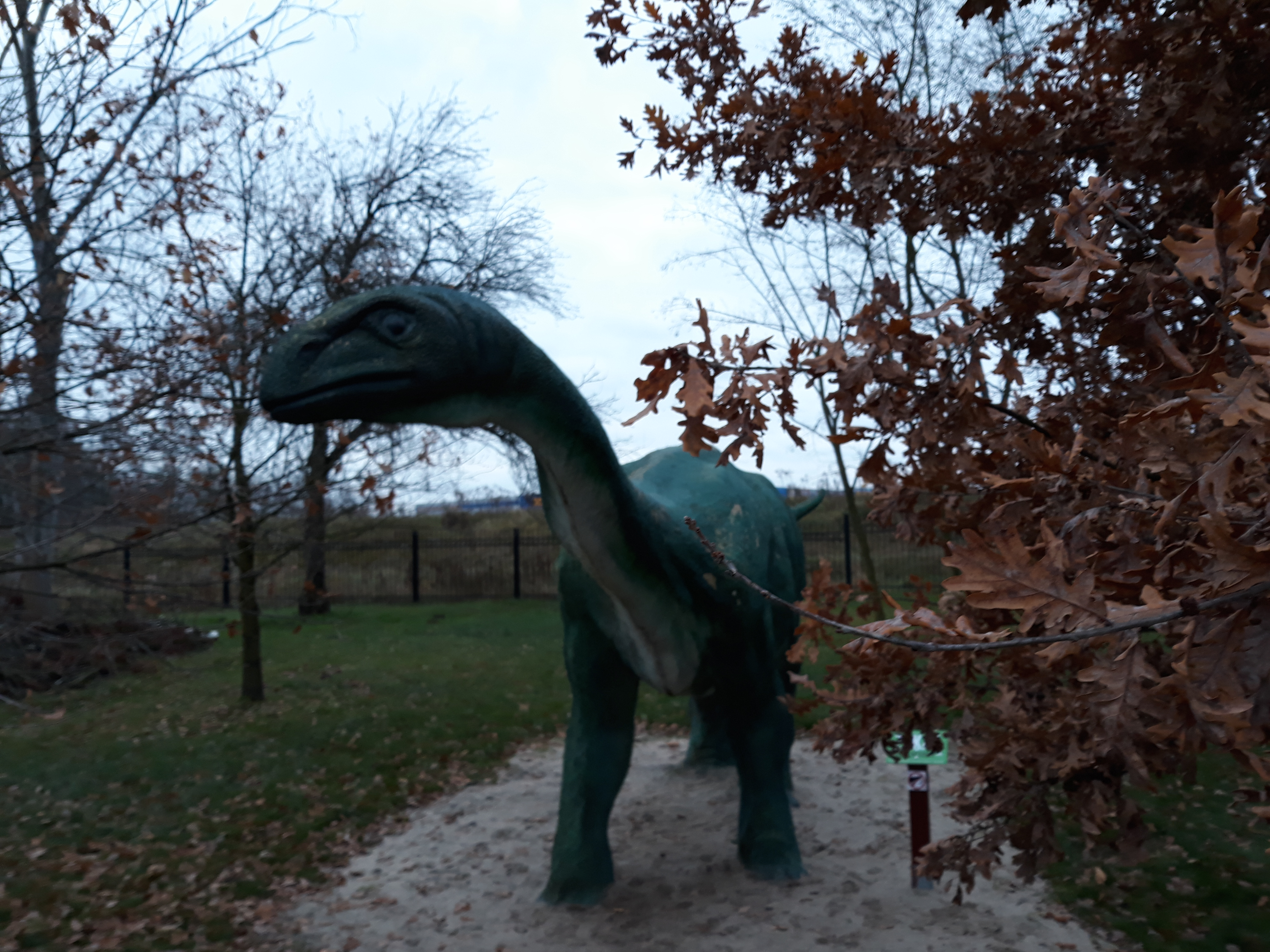
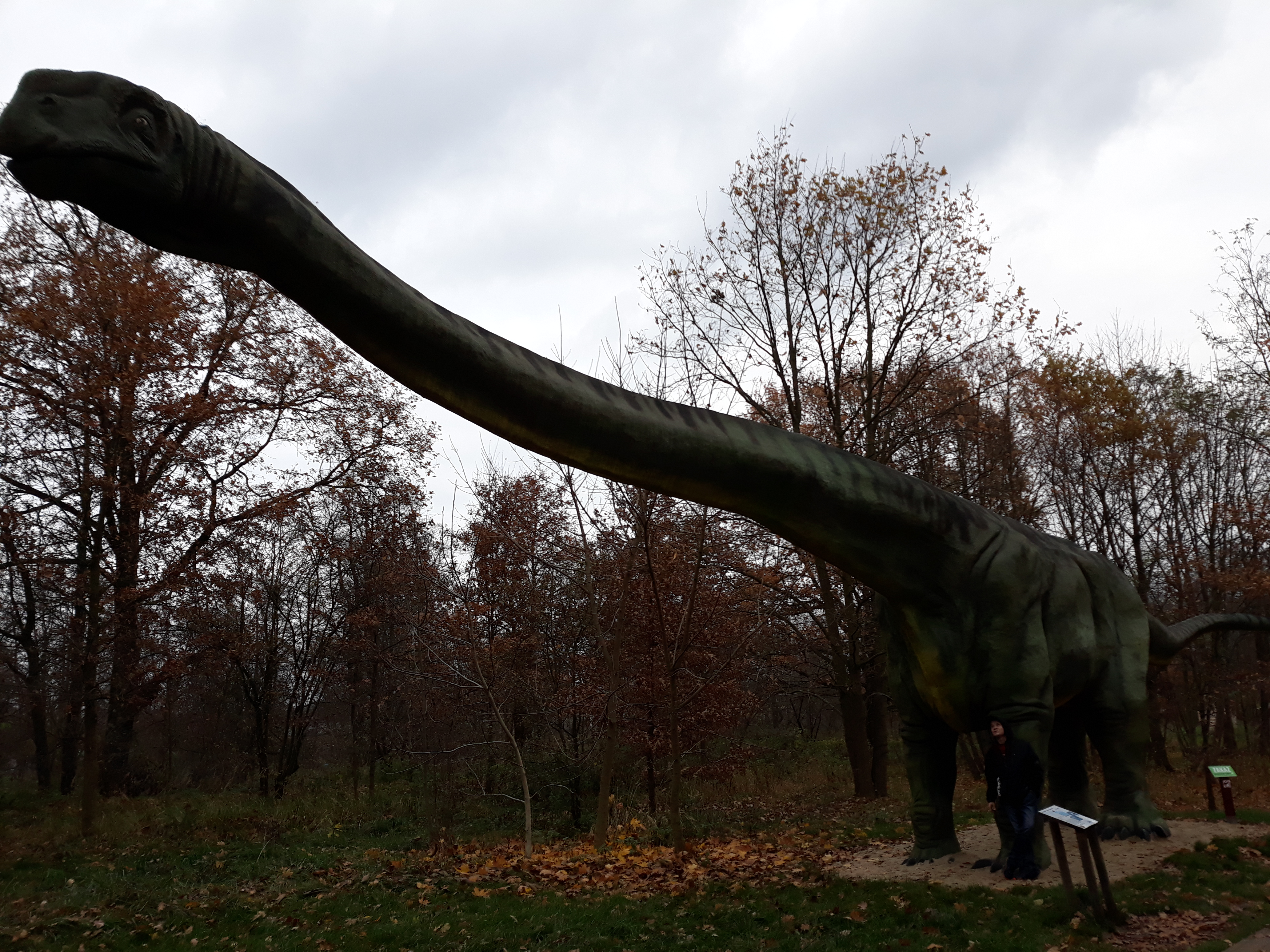
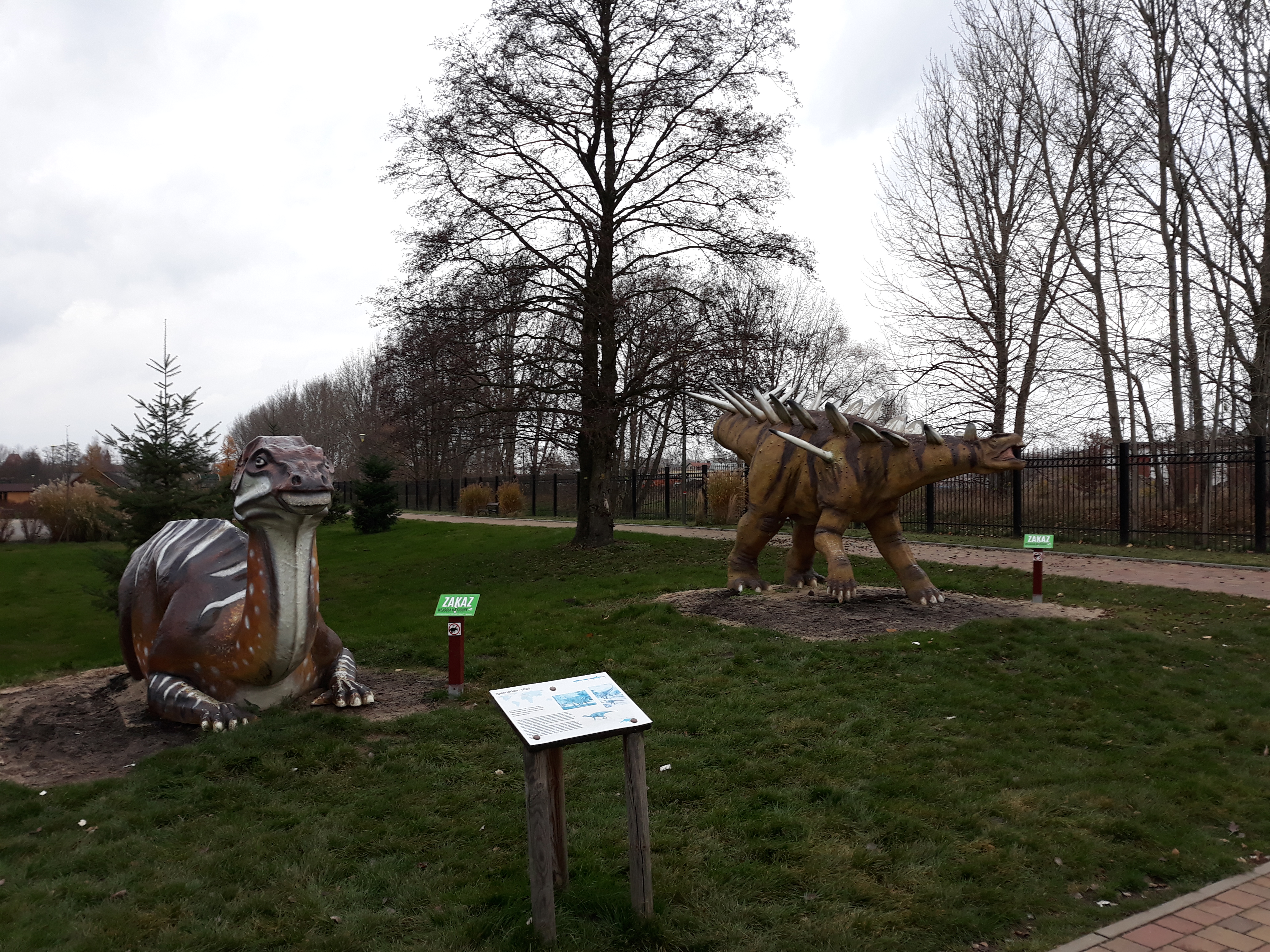